# Stiftung Bauhaus Dessau

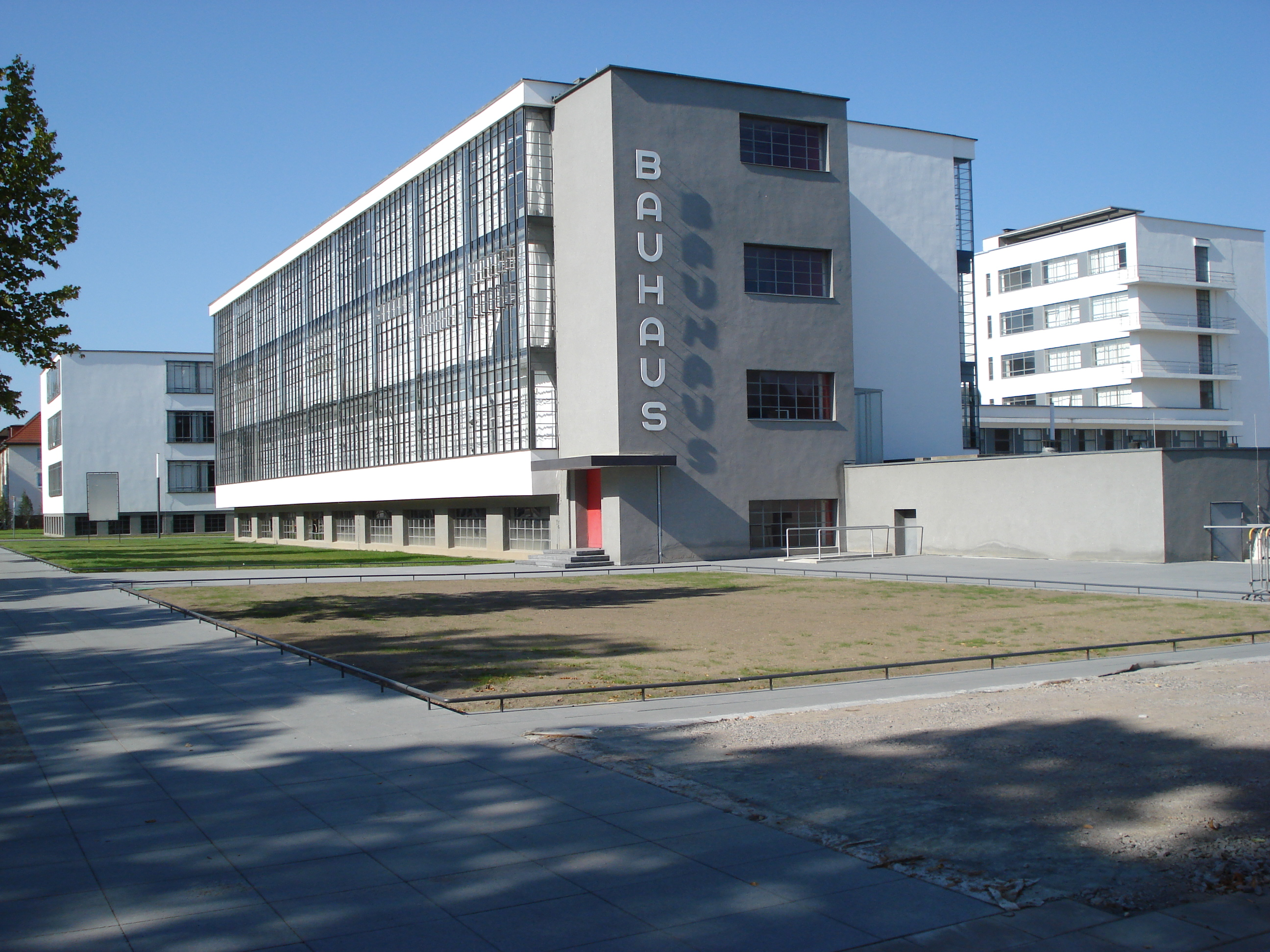
Das Bauhausgebäude in Dessau-Roßlau – Sitz der Stiftung (2009)

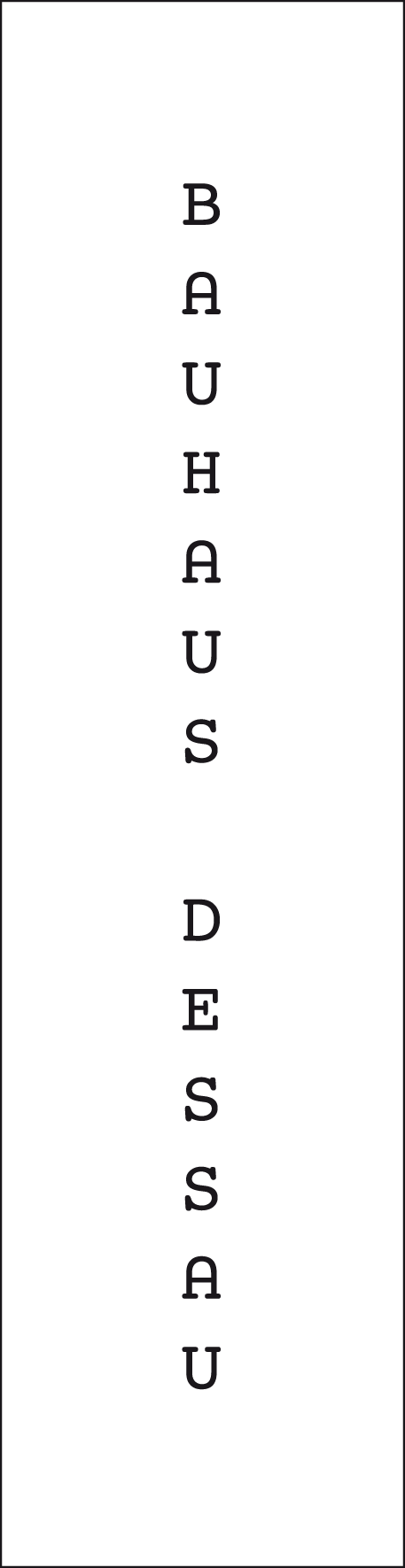
Einstiges Logo der Stiftung Bauhaus Dessau

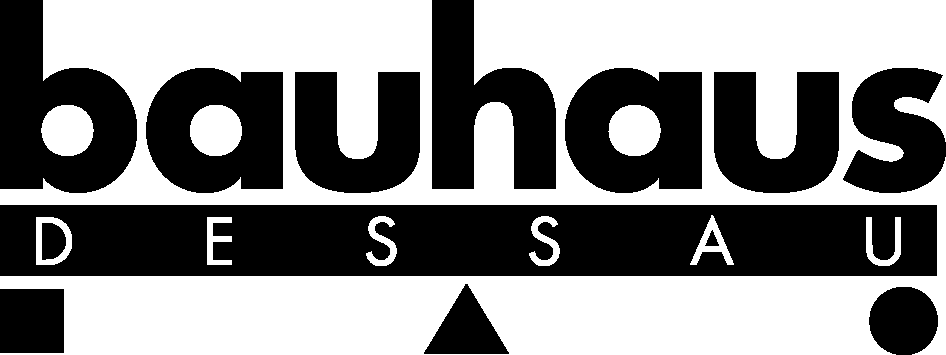
Einstiges Logo der Stiftung

Die Stiftung Bauhaus Dessau ist eine Stiftung des öffentlichen Rechts mit Sitz im historischen Bauhausgebäude in Dessau-Roßlau. Sie ist ein Ort der Forschung, Lehre und experimentellen Gestaltung. Die Stiftung wurde in ihrer heutigen Form 1994 von der Bundesregierung, dem Land Sachsen-Anhalt und der Stadt Dessau gegründet und hat etwa 80 Mitarbeiter.

## Geschichte der Stiftung
Das historische Bauhaus Dessau wurde am 30. September 1932 nach einem Beschluss des Dessauer Stadtrates auf Initiative der NSDAP geschlossen. Die Bauhausarchitektur selbst konnte sich aber über die Zeit des Nationalsozialismus, des Zweiten Weltkrieges sowie auch über die Zeit der DDR trotz teilweiser Zerstörung erhalten. Erst 1976, zum 50-jährigen Bestehen des Bauhausgebäudes, entdeckte die DDR das Bauhauserbe wieder. Die DDR-Regierung ließ das Haus denkmalgerecht rekonstruieren und begründete das „Wissenschaftlich-Kulturelles Zentrum“(WKZ). Das WKZ begann in der Folge unter anderem mit dem Aufbau der heutigen Sammlung der Stiftung Bauhaus Dessau und reaktivierte die Bauhausbühne. In den Werkstatträumen fanden Weiterbildungs- und Entwurfsseminare der DDR-Bauakademie, der Hochschule für Architektur und Bauwesen Weimar sowie des Amtes für industrielle Formgestaltung statt. 1986 feierte die DDR die Wiedereröffnung des Bauhauses als „Zentrum für Gestaltung“, angekoppelt an das ostdeutsche Bauministerium.
Mit der deutschen Einheit schien für einige Jahre völlig offen, wie es in Dessau weitergehen sollte. Am 9. Februar 1994 gründeten die Bundesregierung, das Land Sachsen-Anhalt und die Stadt Dessau schließlich die „Stiftung Bauhaus Dessau“.
Die neue Institution wurde in die Liste der kulturellen Leuchttürme in den neuen Bundesländern aufgenommen und galt fortan als „gesamtstaatlich bedeutsam“. Der Stiftung wurde aufgetragen, „das Erbe des historischen Bauhauses zu bewahren sowie der Öffentlichkeit zugänglich zu machen und zu vermitteln“ und „angesichts der Ideen und Ansätze des historischen Bauhauses Beiträge zu den Problemen der Gestaltung der heutigen Lebensumwelt zu leisten“. 1996 wurden die Bauhausstätten in Weimar und Dessau in die Liste der UNESCO-Weltkulturerbestätten aufgenommen. In Dessau zählen dazu das Bauhausgebäude, die Meisterhäuser und seit 2017 auch die fünf Laubenganghäuser in der Siedlung Dessau-Törten.

## Leitung

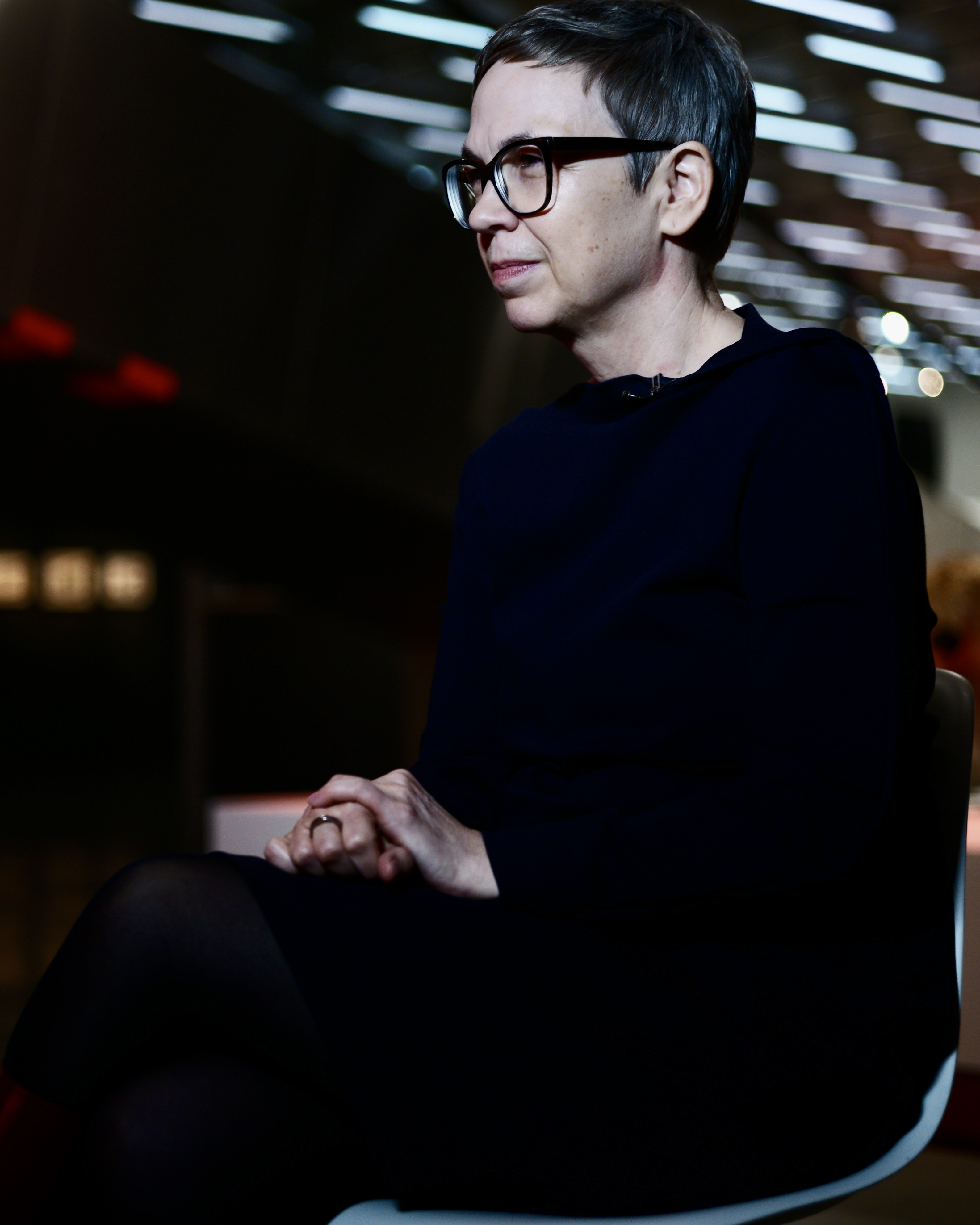
Barbara Steiner (2019)

Von 1976 bis 1985 war Georg Opitz und von 1985 bis 1988 Michael Siebenbrodt (der spätere langjährige gründende Leiter des Bauhaus-Museums Weimar) Leiter des Wissenschaftlich-kulturellen Zentrums (Bauhaus-Museum und Bauhausbühne). Das Wissenschaftlich-kulturellen Zentrum (WKZ) wurde 1986 als Bereich mit den zwei neueren weiteren Bereichen (1984–1986: Experimentier- und Bildungszentrum Bauhaus Dessau und 1984–1986: Weiterbildungsinstitut der Hochschule für Architektur und Bauwesen (HAB) Weimar) in eine neue größere Institution, das Bauhaus Dessau – Zentrum für Gestaltung integriert. Rolf Kuhn wurde ab 1987 übergeordnet bis 1994 Leiter des Bauhaus Dessau – Zentrum für Gestaltung und von 1994 bis 1998 erster Direktor der Stiftung. Sein Nachfolger Omar Akbar war bis 2009 im Amt. Seit 1. März 2009 lag die Leitung der Stiftung in den Händen des Berliner Architekten und Publizisten Philipp Oswalt; stellvertretende Direktorin war Regina Bittner, zugleich für den Bereich der Akademie zuständig. Im November 2013 beschloss der Stiftungsrat, die Stelle des Direktors für 2014 neu auszuschreiben, da das Vertrauen des Stiftungsratsvorsitzenden zu Oswalt gestört sei. Der zehnköpfige wissenschaftliche Beirat trat aus Protest geschlossen zurück, Oswalt verließ das Bauhaus nach fünf Jahren zum 1. März 2014. Die Nachfolge übernahm zum 1. August 2014 die Berliner Kuratorin Claudia Perren, die vorher acht Jahre Architektur in den Bereichen Entwurf, Geschichte, Theorie und kuratorische Praxis in Sydney lehrte. Nachdem Perren 2020 nach Basel an die Hochschule für Gestaltung und Kunst wechselte, übernahm zum 1. September 2021 die promovierte Kunsthistorikerin Barbara Steiner die Leitung, die vom Kunsthaus Graz kommt.

## Auftrag, Struktur und Tätigkeit
Die Stiftung Bauhaus Dessau ist nach ihrer Satzung eine künstlerisch-wissenschaftliche Einrichtung mit der Aufgabe die Ideen und Themen des Bauhauses Dessau lebendig zu erhalten und zu vermitteln. Dementsprechend beschäftigt sich die Stiftung in ihrer Forschung, ihren Ausstellungen und in ihren Programmen sowohl mit dem historischen Bauhaus, als auch mit der heutigen Relevanz seiner Themen und Ideen, besonders im Umfeld von Architektur, Gestaltung und Pädagogik, sowie Kunst und Bühne. Zudem ist die Stiftung dem denkmalpflegerischen Erhalt der Bauhausbauten in Dessau und der Erforschung des materiellen Erbes verpflichtet.
Die Bauhausbauten in Dessau, die seit 1996 zur UNESCO-Welterbestätte Bauhaus zählen, sind außerdem öffentlich zu besichtigen, wobei diese Gelegenheit jedes Jahr von ca. 100.000 Besuchern genutzt wird. Im Rahmen von über 5.000 Führungen im Jahr wird hierbei Wissen über das kulturelle Erbe vermittelt. Zusätzlich kommen Wissenschaftler, Architekten, Designer, Künstler und Studenten ans Bauhaus, um dort zu forschen, zu arbeiten und künstlerisch tätig zu sein.
Seit 2015 setzt die Stiftung Bauhaus Dessau mit Jahresthemen, die in Ausstellungen, Forschungs- und Lehrformaten sowie in der Vermittlung entsprechend beachtet werden, Schwerpunkte: Kollektiv (2015), Bewegung (2016), Substanz (2017), Standard (2018) sowie Jubiläum (2019).
Die inhaltliche Arbeit der Stiftung stützt sich auf insgesamt drei Säulen:

### Sammlung und Archiv
Die Sammlung der Stiftung Bauhaus Dessau ist die zweitgrößte Sammlung zur Geschichte des historischen Bauhauses mit etwa 49.000 Objekten, besonders bezogen auf die Dessauer Phase zwischen 1925 und 1932. Im Sammlungsarchiv lagern Objekte, Grafiken, Plastiken, Gemälde, Zeichnungen, Fotos, Möbelstücke, Unterrichtsschriften und Nachlässe von Bauhäuslern. Als Teil ihrer Sammlung führt die Stiftung Bauhaus Dessau auch ein Bauforschungsarchiv, in dem historische Bauteile und -materialien, Fotos, Schriftstücke, Pläne und Berichte von Zeitzeugen zu Bau der Bauhausbauten und den Bauprozessen gesammelt und erforscht werden.
Am 8. September 2019 wurde, anlässlich des 100-jährigen Gründungsjubiläums des Bauhauses, das im Stadtpark von Dessau gebaute Bauhaus Museum Dessau eröffnet, in dem die Sammlung erstmals umfassend zu sehen ist.

### Die Akademie
Die Akademie der Stiftung forscht und arbeitet zur Bauhaus-Pädagogik und führt Programme durch, in deren Rahmen Studierende und junge Professionelle aus verschiedenen gestalterischen Disziplinen, so z. B. dem Design und der Architektur, in der Tradition des historischen Bauhauses lernen, forschen und gestalten. In Kooperation mit der Hochschule Anhalt wird außerdem ein internationaler Master „COOP Design Research“ angeboten.

### Kuratorische Werkstatt
Die kuratorische Werkstatt ist die wichtigste Stelle für die Erfüllung des in der Satzung festgeschriebenen Auftrags der Vermittlung. Sie bereitet dementsprechend das Fach- und Forschungswissen rund um das Thema Bauhaus und seine Ideen auf und beschäftigt sich mit Formen der Vermittlung. Unter anderem findet zu diesem Zweck mit Hinblick auf die Eröffnung des Bauhaus-Museums Dessau zurzeit das Programm „Bauhaus Agenten“ der Kulturstiftung des Bundes statt, eine Kooperation der Stiftung mit 15 Partnerschulen in Dessau-Roßlau und Halle (Saale) mit dem Ziel der Entwicklung von neuartigen Vermittlungskonzepten, die sich besonders an Kinder und Jugendliche richten.

## Weitere Aktivitäten

### Bühne
Die historische Bauhausbühne diente als pädagogische Versuchsanordnung zum Experimentieren mit Körper- und Raumverhältnissen zur Ausbildung von Gestaltern. Heutzutage wird die Bühne einerseits in dieser Tradition von der Stiftung für vielfältige künstlerische, gestalterische und meist interdisziplinäre Projekte verwendet und andererseits im Rahmen verschiedener Veranstaltungen bespielt, so unter anderem beim Bauhausfest, dem Kurt-Weill-Fest, dem Impuls-Festival, in der Musikreihe zdf@bauhaus und bei einem Kooperationsprojektes mit dem Anhaltischen Theater.

### Bauhaus-Fest
Seit 1997 ist die Stiftung einmal im Jahr Gastgeber für das zweitägige Bauhausfest, dessen Ursprünge auf die historischen Bauhausfeste zurückgehen. Die heutige Veranstaltung versteht sich als Kunstfest und besteht im Wesentlichen aus den Arbeiten von Studierenden von Kunst-, Tanz- und Gestaltungshochschulen.
Das Fest ist dabei stets öffentlich und steht jedes Jahr unter einem anderen Motto, bisherige Themen waren unter anderem und sind zukünftig „Von Schwarz nach Weiß“ (2016), „Bunt! Material Illusion“ (2017) und „gelb gewinkelt“ (2018).

### Programm Bauhaus Residenz
Seit 2016 bietet das Bauhaus Residenz Programm jungen zeitgenössischen Künstlern die Möglichkeit eines bis zu dreimonatigen Aufenthaltes, in dessen Rahmen die Eingeladenen in den Meisterhäusern leben und arbeiten. Sie setzen sich dabei künstlerisch mit dem jeweiligen Jahresthema der Stiftung auseinander (s. Auftrag und Struktur) und präsentieren ihre Ergebnisse im Rahmen der Ausstellung „Haus Gropius ׀׀ Zeitgenössisch“.

### Forschung
Die Stiftung Bauhaus Dessau ist ebenfalls im Feld der Forschung zum historischen Bauhaus tätig, publiziert zum Thema und arbeitet national und international mit anderen wissenschaftlichen Einrichtungen zusammen.

## Kontroverse
Im Oktober 2018 untersagte die Stiftung Bauhaus dem ZDF ein Konzert der Band Feine Sahne Fischfilet in Dessau mittels ihres Hausrechts. Die Stiftung begründete ihr Verhalten damit, dass sie keine politische Agitation in ihren Räumlichkeiten dulden wolle, da dies dem Geist des Bauhauses schade. Zuvor hatten sich Politiker der regierenden CDU und der AfD gegen das Konzert ausgesprochen sowie rechte Gruppen zu Gegenveranstaltungen mobilisiert. Die Stellvertretende Linken-Fraktionsvorsitzende Henriette Quade in Sachsen-Anhalt erklärte nach der Absage der Stiftung: "Es ist so bitter. Die Nazis vertrieben das Bauhaus aus Dessau. Jetzt pöbeln die Nazis gegen ein Konzert einer linken Band und das Bauhaus reagiert mit einer Ausladung der Band. Nebenher greift die Staatskanzlei in Kunst- und Pressefreiheit ein." Die ausgeladene Veranstaltung sollte im Rahmen der Konzert-Reihe zdf@bauhaus in der heutigen Mensa des Bauhauses in Dessau am 6. November 2018 aufgezeichnet werden.

## Filme
- Bauhaus-Museen Weimar und Dessau (= Museums-Check. Folge 59). Reportage, 30 Min., Moderation: Markus Brock, Produktion: 3sat. Erstausstrahlung: 27. Oktober 2019.[13]